# テンツキ属
テンツキ属(Fimbristylis)は、単子葉植物カヤツリグサ科に属する植物の一群である。一年生、または多年生の草本で、標準的には節のない茎の先端に螺旋状に鱗片の並ぶ小穂を多数つける。テンツキ、ヒデリコ、ヤマイなど、目立たないがごく身近な植物も含まれる。

## 特徴
多くは株立ちになる草本で、匍匐茎は出さないものが多い。根出葉を出し、葉はごく細長い。根出葉の葉身が退化して鞘だけになるものもある。花茎はほとんどのものでは節がなく、枝分かれせずに伸びて、先端に花序をつける。まず花茎の先端には一つの小穂がつく。それ以上の分枝がなく、小穂を一つだけしかつけないものもあるが、多くのものは分枝をして、多数の小穂をつける。穂の基部から１～数個の枝が横に伸びてその先にさらに小穂がつけ、これを繰り返すと、線香花火のような、火花が跳び散ったような花序ができあがる。一部ではこの花序柄が短縮して頭状になる例がある。花序の基部には苞があり、その先端部は葉身状に発達する。
小穂は、普通は鱗片が螺旋状に並んだドングリのような形の場合が多い。鱗片と果実は熟すると脱落するので、次第に根元の方から小軸が露出する。花は全て両性花で、鱗片に包まれた花には花被にあたるものはなく、雄しべと雌しべのみが含まれる。ただし、雄しべの花糸が偏平で、果実が熟したものでは花弁のように見えることもある。雄しべは1～3個。果実は倒卵形や長楕円形など様々な形で、柱頭がその先端から伸びる。花柱は細いものや幅広く平らなものなどがあるが、柱頭の基部が膨らみ、その基部で離脱するのがテンツキ属の特徴である。町長の先端は2つか3つに割れる。
果実は堅くなり、表面に特有の凹凸をもつものがある。テンツキとその近縁種では格子状の溝があり、白っぽく熟する。ヒデリコの場合、薄茶色になり、表面には半球形の盛り上がりが散在する。アオテンツキの果実は、細長くて、側面のあちこちから、釘の頭のような突起が突き出す。

## 分布と種
世界に約200種があり、世界の熱帯から暖帯域に生えている。

## 分類、近似類など
小穂が多数の両性花からなり、鱗片が小穂に螺旋状に配列するのはカヤツリグサ科ではよくある形で、例えば広義のホタルイ属(現在は細分されている)もそうであるが、これらは針状に退化した花被片がある点で異なる。カヤツリグサ属はやはり花被片がないが、この属のものは普通は鱗片が2列に配置する。
本属ともっともよく似ているのはハタガヤ属(Bulbostylis)のもので、植物体全体の姿から小穂の構造などまでよく似ている。違いとしては、この属のものは花柱の基部に関節がなく、そのためにその位置で脱落することがなく、代わりに花柱の基部が膨らんで小さな球状となり、これが果実の先端に残る。もっとも日本産のこの属のものは植物そのものが小さくてこの部分を確認するには実体顕微鏡必須である。

## 成育環境と代表的な種
湿地から普通の野原まで生育する種があり、一部は海岸に生育する。
テンツキ(F. dichotoma (L.) var. tentsuki T. Koyama)は穂の高さが50cmにもなる草本で、やや湿った草地にはえる。水田ではあぜ道や周囲の草地で見かけることもある。全体に毛がはえている。柱頭は平らで先端は二つに分かれ、基部の縁には毛がはえる。果実は白く熟し、表面には格子模様の溝がある。本州南部以南では大柄で毛の少ない変種クグテンツキ(F. dichotoma var. floribunda Ohwi)がある。
やはり湿った草地によく出現するものにヤマイ(F. subbispicata Nees et Meyen)がある。茎の先端に大型の小穂が一つだけつくという、テンツキ属では例外的な姿である。
水田でよく見かけるのはヒデリコ(F. milliacea (L.))である。小穂は丸くて小さく、数が多いので他のものとは区別がつきやすい。葉は左右から偏平な剣状で、それが並んで生えた根元は平らになっている。
メアゼテンツキ(F. velata R.Br.)は、水田や湿地にはえる小型種で、雌しべの基部に毛を密生して、それが果実を覆うようになっているのが特徴である。これよりやや大きいものにヒメヒラテンツキがある。
アオテンツキ(F. verrucifera (Maxim.))は、特に干上がった池の底の泥地によく発生する小型種である。小穂は丸っこく、果実は細長くて、縁に沿ってクギの頭のような突起がある。
海岸に生えるものもある。ビロードテンツキ(F. sericea (Poir.))は、砂浜に生える種で、全体に毛が密生する。イソヤマテンツキ(F. sieboldii　Miq.)は、海岸の岩場や草地に生え、岩場では背が低く、密な固まりになるが、草地では真っすぐに立ち、50cmほどになる。この種は、沖縄では干潟に生えて、葉身がなくなり、フトイかなにかのような群落を形成する。これをシマテンツキ(F. sieboldii subsp. anpinensis (Hayata))という。シオカゼテンツキ(F. cymosa R.Br)は多数の細い葉をロゼット状につける。

### 日本産の種
以下、日本産の種を挙げる。
- Fimbrystylis テンツキ属
  - F. ovata ヤリテンツキ
  - F. fimbristyloides トモエバテンツキ
  - F. fusca オノエテンツキ
  - F. dipsacea アオテンツキ
  - F. stauntonii
    - var. stauntonii ハタケテンツキ
    - var. tonensis トネテンツキ

  - F. kadzusana イッスンテンツキ
  - F. leptoclada var. takamineana チャイロテンツキ
  - F. pauciflora イシガキイトテンツキ
  - F. umbellaris ハナシテンツキ
  - F. littoralis ヒデリコ
  - F. diphylloides クロテンツキ
  - F. sericea ビロードテンツキ
  - F. cymosa シオカゼテンツキ
  - F. autimnalis ヒメヒラテンツキ
  - F. complanata ノテンツキ
  - F. pierotii ノハラテンツキ
  - F. nutans ウナズキテンツキ
  - F. subbispicata ヤマイ
  - F. pacifica イソテンツキ
  - F. sieboldii
    - var. sieboldii イソヤマテンツキ
    - var. anpinensis シマテンツキ

  - F. longispica
    - var. longispica ナガボテンツキ
    - var. boninensis ムニンテンツキ
    - var. hahajimensis ハハジマテンツキ

  - F. dichotoma テンツキ(広義)
    - var. tentsuki テンツキ
    - var. diphylla クグテンツキ
    - var. ochotensis アカンテンツキ
    - var. podocarpa ツクシテンツキ

  - F. bisumbellata オオアゼテンツキ
  - F. aestivalis コアゼテンツキ
  - F. squarrosa アゼテンツキ
  - F. velata メアゼテンツキ